# Міра Баї
Міра Баї (*मीरा बाई, між 1498 та 1504 —1557 або 1560) — індійська поетеса, майстриня бгаджану.

## Життєпис
Походила з раджпутського клану Ратхор. Народилася у с. Мерта, поблизу Джодхпура, у родині Ратана Сінгха, сина раджі Дуда Рао. Стосовно її дати народження немає вірних відомостей: називаються три дати — 1498, 1499 та 1504 роки. Рано втратила батьків. Виховувалася дідом, а після смерті останнього її тітка Рао Вірамдеві видала у 1516 році Міра Баї заміж за Бходжраджа, сина Рана Санги, володаря Мевара та Чіттора. Втім шлюб виявився невдалим. Зокрема, конфлікти виникали внаслідок прихильності Міра Баї до бога Крішни, а не до місцевого божества — богині Дурги..
У 1521 році у в одній з численних битв з тюркськими загарбниками гине її чоловік, а у 1527 році у битві з Бабуром гине й Рана Санга. Після цього у неї посилився конфлікт з родичами стосовно ставлення до бога Крішни. Тому Міра Баї залишила Чіттор й приєдналася до гуру Райдаса. Надалі багато подорожувала Раджастханом та Гуджаратом. Померла (потонула) у с. Дварака, що у Гуджараті.
Згідно з легендою, Міра Баї злилася з храмовою скульптурою Крішни, на якій залишився лише клапоть її сарі.

## Творчість
Свої короткі вірші Міра Баї складала мовами брадж (діалект гінді), раджастхані та гуджараті. Всього в доробку 1300 пад (віршів). Основною темою став Крішна та його дії. У віршах, наповнених великою ліричною силою, Міра Баї немовби перевтілюється в Радху, залишену коханим.